# Can Ramionet
Can Ramionet és un mas situat al municipi de Sant Andreu Salou, a la comarca catalana del Gironès.
La seva ubicació és propera al camí de Sant Andreu Salou a Franciac i a la línia del ferrocarril de Barcelona a Girona.